# Rue Édouard Remouchamps
La rue Édouard Remouchamps est une rue de la ville belge de Liège faisant partie du quartier administratif du Longdoz.

## Odonymie
Cette rue rend hommage depuis les années 1920 à Édouard Remouchamps, né à Liège le 14 mai 1836 et mort à Grivegnée le 1er novembre 1900 , dramaturge de langue wallonne.

## Localisation
Cette artère pavée, plate et rectiligne d'une longueur d'environ 130 m se trouve sur la rive droite de la Dérivation et relie la rue Deveux à la rue Grétry. Elle applique un sens unique de circulation automobile dans le sens Deveux-Grétry.

## Architecture
L'mmeuble d'angle avec la rue Deveux située au no 1 a été construit dans les années 1930 d'après les plans de l'architecte Clément Capon dans un style moderniste. Cet immeuble est repris à l'inventaire du patrimoine culturel immobilier de la Wallonie.
La maison située au no 9 et datée de 1915 présente des éléments propres au style Art nouveau. On remarque particulièrement la forme arrondie des encadrements des différentes baies.

## Rues adjacentes
- Rue Deveux
- Rue Grétry